# Asphondylia prosopidis
Asphondylia prosopidis är en tvåvingeart som beskrevs av Cockerell 1898. Asphondylia prosopidis ingår i släktet Asphondylia och familjen gallmyggor. Inga underarter finns listade i Catalogue of Life.